# Xian H-20
El Xian H-20 (en chino, 轰-20; pinyin, Hōng-20; en ocasiones Xian H-X) es el nombre de un proyecto chino para el diseño de un bombardero estratégico de largo alcance para la Fuerza Aérea de China. Actualmente se encuentra en desarrollo por la empresa china Xi'an Aircraft Industrial Corporation.
El desarrollo de un bombardero estratégico se reveló en septiembre de 2016.

## Desarrollo
Se pretende que el desarrollo se traducirá en una aeronave que pueda sustituir a las aeronaves que ya se utilizan en China desde la Guerra Fría, como el Xian H-6, una versión de la Tupolev Tu-16 que tiene 60 años de servicios. Según los medios estatales, el nuevo avión será un bombardero estratégico con la capacidad de atacar a los enemigos lejos de China (hasta la "segunda cadena de islas", es decir, las islas Kuriles, el archipiélago de Japón, las islas Marianas e Indonesia), llevan unas diez toneladas de armas y capaz de volar una distancia de ocho mil kilómetros sin ser reaprovisionado de combustible. Según algunos analistas, este avión furtivo podría estar en servicio cerca de 2025.
Se ha reportado que el modelo tiene la configuración de un ala volante, un diseño similar al B-2 Spirit de los Estados Unidos, y que su función es la de actuar como un arma de ataque contra las formaciones de portaaviones de la Marina de los Estados Unidos. El B-2 Spirit tiene un rango de once mil kilómetros, más de tres mil de lo previsto para este nuevo avión chino, aunque la industria de la aviación china ya ha demostrado que pueden desarrollar una gama de aviones de largo alcance, como el Xian Y-20. Sin embargo, estas características dependen de los motores a reacción y otros aparatos desarrollados en Rusia.
Sin embargo, a pesar de que fue anunciado por el jefe de la Fuerza Aérea de China, sus comentarios no revelaron ninguna información sobre el diseño de la aeronave o cuál será su misión. Dicha aeronave, una vez en servicio en el aire, podría aumentar las tensiones entre China y varios países vecinos, como ha ocurrido con Japón, que se están preparando para una escalada en el desarrollo y adquisición de equipo militar defensivo dado el rápido desarrollo de los militares chinos.
En julio de 2022, los medios estatales chinos sugirieron que el H-20 estaba cerca de realizar su vuelo inaugural.

## Aeronaves relacionadas

### Aeronaves similares
- Northrop Grumman B-21 Raider
- Sukhoi PAK DA

### Listas relacionadas
- Anexo:Bombarderos